# Éomer

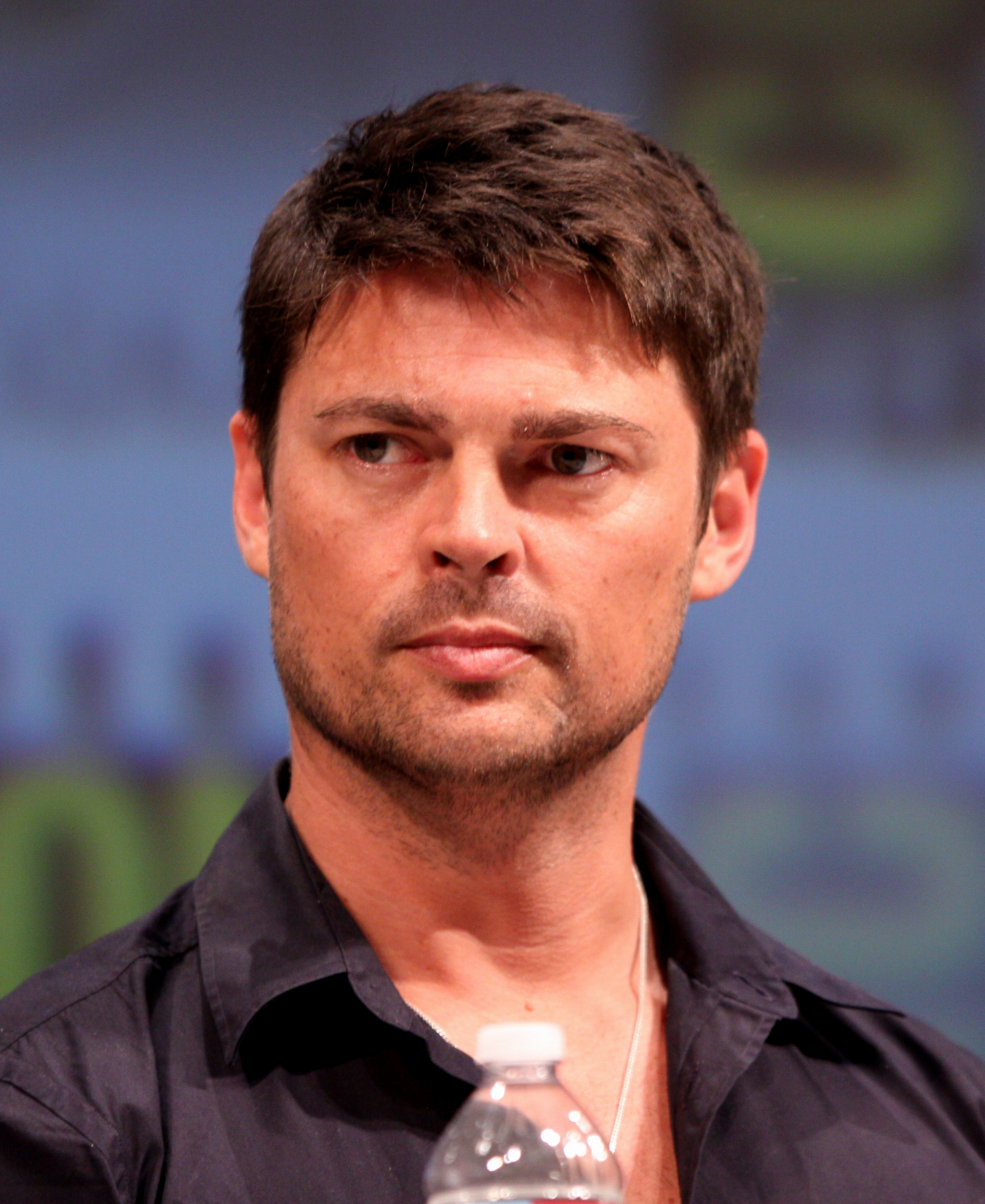
El actor Karl Urban interpretó a Éomer en la adaptación cinematográfica de El Señor de los anillos

Éomer es un personaje ficticio perteneciente al legendarium creado por el escritor británico J. R. R. Tolkien y aparece en su novela El Señor de los Anillos, específicamente en su segundo y tercer volumen, Las dos torres y El retorno del rey.

## Biografía ficticia
Éomer (2989 T. E. - 63 C. E.) era hijo de Éomund y Théodwyn, (hermana del rey Théoden de Rohan), y su hermana menor era Éowyn. Éomund murió persiguiendo a una banda de orcos en Estemnet en el año 3002 de la Tercera Edad y su esposa, movida por la tristeza, le siguió poco después. En ese entonces Éomer solo tenía 11 años. Théoden adoptó a Éomer y a su hermana Éowyn criándolos como hijos suyos en compañía de Théodred, su hijo y heredero. A la edad de 26 años fue nombrado Tercer Mariscal de la Marca de los Jinetes y se le otorgó el mando del Folde Este, cargo que había ostentado antes su padre.
Durante la Guerra del Anillo dio caza a los orcos que llevaban prisioneros a Merry y Pippin, encontrándose después con Aragorn, Legolas y Gimli y dándoles licencia para transitar por Rohan. A su regreso a Edoras, esta medida le costó perder el favor del rey Théoden, quien por mediación de Gríma, le hizo detener. No sería hasta la llegada a Meduseld de Gandalf y roto el maleficio que pesaba sobre él que el hijo de Éomund recibiría de nuevo sus honores y prebendas. Éomer tuvo un destacado papel en la batalla de Hornbühr (Cuernavilla), en el Abismo de Helm, donde Rohan conjuró la invasión dunlendina y la traición de Isengard, a donde cabalgó con Gandalf y Théoden para parlamentar con Saruman. 
Al morir Théodred, el hijo del rey, en los Vados del Isen, Éomer se convierte en heredero de Théoden, acudiendo a Minas Tirith como Segundo Mariscal y siendo ya rey al acabar la Batalla del Pelennor, donde fue uno de los principales capitanes del Oeste en la victoria. Como tal fue protagonista del señuelo del Morannon y celebró con regocijo la victoria final frente a Sauron.
Acabada la guerra, Éomer está presente en la coronación del rey Elessar, renovando la antigua alianza entre sus dos naciones (el Juramento de Eorl). Así es como en su estadía en Gondor conoce a Lothíriel, hija del príncipe Imrahil de Dol Amroth, con quien se casa. Y fruto de ello nacería su heredero, Elfwine el Hermoso, que reinaría después de él. Fue coronado en Edoras como Éomer I Éadig («el Afortunado»), primer rey del tercer linaje y decimoctavo de la Marca desde Eorl el Joven. Durante su gobierno sucedieron guerras en el este y en el sur de Endor, a las que acudió merced a la alianza con Gondor. Con su reinado se inicia una época de paz y prosperidad dentro de las fronteras de Rohan, recuperándose la ganadería y el comercio a niveles por encima de los de antes de la guerra. Las manadas de caballos volvieron a extenderse por el Páramo Norte y la Marca Occidental regresó al control del reino.
El reinado de Éomer fue uno de los más extensos de Rohan, con 65 años a su haber, solo superado por el de Aldor el viejo.
Éomer fallece a los 93 años de edad durante el año 63 C. E.

## Arma
La espada de Éomer lleva por nombre Gúthwinë.

## Adaptaciones de la novela
En las películas El Señor de los Anillos: las dos torres y El Señor de los Anillos: el retorno del Rey, es interpretado por el actor neozelandés Karl Urban, el personaje es una mezcla entre los personajes de Éomer y Erkenbrand, señor del Folde Oeste, quien es realmente el que en la novela, llega a la Batalla del Abismo de Helm acompañando a Gandalf.